# バルス (2017年設立の企業)
バルス株式会社（英: Balus CO., LTD.）は、東京都に本社を置く株式会社。配信プラットフォーム「SPWN」を運営している。

## 概要
リアルとバーチャルの融合で新たな体験を創造するXR Techカンパニーとして、XRコンテンツの企画・制作及び運営を行う。
バーチャル3D空間上のエンターテイメントスペース「SPWN（スポーン）」を提供。ライブハウスをはじめとする、全国の劇場、映画館、イベントスペースなどのあらゆるスペースを、VTuberやバーチャルアーティストのステージにし、WEBアプリと連動することで、アーティストとファンが一緒に作っていく参加型ライブを実現することが可能。
チケットや物販、ライブの配信などのアーティストとファンとの接点をワンストップで提供している。また、バーチャルキャラクターの裾野を広げるキャラクター制御技術を開発している。
「テクノロジーで世界中の人々が一緒に楽しめる社会を作る」をビジョンに掲げる。

## 沿革
- 2017年
  - 10月30日、会社設立。
- 2019年
  - 5月13日、GMOベンチャーパートナーズ株式会社、三井住友海上キャピタル株式会社をはじめとする計3社より合計3.5億円の資金調達を実施。
  - 11月27日、資本金の額を1億6585万円減少し、1000万円にすることを発表[7]。
- 2020年
  - 3月23日、東急レクリエーションと事業提携[8]。
  - 8月17日、CiPファンドを引受先とした第三者割当増資を実施[注 2]。

## 事業内容
- 有料コンテンツ配信プラットフォーム「SPWN portal」事業。
- xRライブにおけるイベント企画、キャスティング、xRイベントに必要な技術の提供、演出映像の収録及び作成、 ライブ・イベント中の リアルタイムモーションキャプチャ、リアルタイム伝送、イベント運営、ユーザーが演出に参加可能なシステムの提供。
- オンライン上のエンターテイメントスペース「SPWN」事業。
- バーチャルキャラクターの企画・楽曲作成・必要技術の提供及び開発・収録・ 動画やイベント運営をワンストップで提供する、コンテンツプロデュース事業。
- MV、番組等の作成事業。
- Unityシステムの提供及びサポート。

## 所属タレント
○出典：バルス株式会社公式サイト

### バーチャルタレント
- 銀河アリス - 2018年5月から活動[6]。2025年8月をもって活動終了することを発表した[6]。
- MonsterZ MATE
  - アンジョー
  - コーサカ
- 夜子・バーバンク

### アーティスト
- 相宮零